# Penstemon distans
Penstemon distans är en grobladsväxtart som beskrevs av Noel Herman Holmgren. Penstemon distans ingår i släktet penstemoner, och familjen grobladsväxter. Inga underarter finns listade i Catalogue of Life.